# Piet Fransen
Piet Fransen (Groningen, 5 de julio de 1936-ibídem, 2 de agosto de 2015) fue un futbolista neerlandés que jugaba en la demarcación de centrocampista.

## Biografía
Tras formarse en el Velocitas 1897, finalmente en 1957 fue traspasado al FC Groningen, haciendo su debut como futbolista. Jugó en el club durante tres etapas, jugando un total de 484 partidos oficiales y marcando 82 goles. Además tuvo también un paso por el Feyenoord de Róterdam, con el que jugó cuarenta partidos, llegando a ganar la Copa Intertoto en 1967. Finalmente, en 1973, como jugador del Groningen, colgó las botas.
Falleció el 2 de agosto de 2015 en Groningen, a los 79 años de edad.

## Selección nacional
Jugó un total de seis partidos con la selección de fútbol de Países Bajos. Hizo su debut el 25 de octubre de 1964 en un partido de clasificación para la Copa Mundial de Fútbol de 1966 contra Albania. Disputó tres partidos de clasificación para el mundial. Su sexto y último partido con la selección lo jugó el 23 de marzo de 1966 en calidad de amistoso contra Alemania Occidental.

### Goles internacionales
| # | Fecha               | Estadio                              | Oponente | Gol | Resultado | Competición |
| - | ------------------- | ------------------------------------ | -------- | --- | --------- | ----------- |
| 1 | 26 de enero de 1965 | Estadio de Bloomfield, Jaffa, Israel | Israel   | 0-1 | 0-1       | Amistoso    |

## Clubes
| Club                  | País         | Año       | Partidos | Goles |
| --------------------- | ------------ | --------- | -------- | ----- |
| FC Groningen          | Países Bajos | 1957-1965 | 190      | 41    |
| Feyenoord de Róterdam | Países Bajos | 1965-1966 | 28       | 4     |
| FC Groningen          | Países Bajos | 1966-1967 | 21       | 1     |
| Feyenoord de Róterdam | Países Bajos | 1967      | 12       | 2     |
| FC Groningen          | Países Bajos | 1967-1973 | 86       | 6     |

## Palmarés

### Campeonatos continentales
| Título         | Club                  | País         | Año  |
| -------------- | --------------------- | ------------ | ---- |
| Copa Intertoto | Feyenoord de Róterdam | Países Bajos | 1967 |